# Fred J. Heidemann
Fred Jürgen Heidemann (* 1945) ist ein deutscher Jurist. Er war Leiter der Vertretung des Freistaates Sachsen beim Bund und Bevollmächtigter des Freistaates Sachsen beim Bund.

## Leben
Heidemann studierte Rechtswissenschaften und arbeitete nach Ablegung des Ersten Juristischen Staatsexamens im Jahr 1970 als persönlicher Referent bei einem Mitglied des Deutschen Bundestages. Er legte 1974 das Zweite Juristische Staatsexamen ab und wechselte in die Bundesgeschäftsstelle der CDU, dem Konrad-Adenauer-Haus, welches zu diesem Zeitpunkt von CDU-Generalsekretär Kurt Biedenkopf geleitet wurde. 
Des Weiteren war er als Rechtsanwalt tätig und ging 1977 zum Institut für Wirtschaft und Gesellschaft (IWG BONN), welches von Biedenkopf und Meinhard Miegel als politische Denkfabrik gegründet wurde. Heidemann war dort zuletzt der stellvertretende Geschäftsführer des Instituts.
Nach der Deutschen Wiedervereinigung wurde Biedenkopf im Jahr 1990 der erste Ministerpräsident des Freistaates Sachsen. Heidemann wurde zu dieser Zeit der Leiter der Landesvertretung des Freistaates Sachsen beim Bund und zudem zum Ministerialdirigenten ernannt. Er war vom 13. Januar 1999 bis zum 26. Oktober 1999 und vom 14. Mai 2002 bis zum 1. Oktober 2003 zudem der Bevollmächtigte des Freistaates Sachsen beim Bund. Auch unter Biedenkopfs Nachfolger Georg Milbradt war Heidemann weiterhin in seiner Position tätig. Heidemann zog sich im Jahr 2007 aus persönlichen Gründen aus dem Staatsdienst zurück.
Er ist verheiratet mit Angelika und lebt in Bonn und auf Ibiza.

## Veröffentlichungen (Auswahl)
- Die Arbeitsmotivation von Arbeitern und Angestellten der deutschen Wirtschaft. Ergebnisse und Analyse einer Umfrage bei Arbeitern und Angestellten. Verl. Bertelsmann-Stiftung, Gütersloh 1987, ISBN 978-3-89204-006-4.
- Sachsens Vertretungen. Von den kurfürstlich-sächsischen Gesandtschaften zur Vertretung des Freistaates Sachsen beim Bund. Sächsische Landeszentrale für Politische Bildung, Dresden 2008.
- Ibiza-Gold. Kriminalroman. Éditions trèves, Trier 2014, ISBN 978-3-88081-559-9.
- Ibiza-Flucht. Kriminalroman. Éditions trèves, Trier 2016, ISBN 978-3-88081-566-7.
- Ibiza-Blut. Kriminalroman. Éditions trèves, Trier 2018, ISBN 978-3-88081-568-1.